# Eric Nordqvist
Eric Nordqvist, född 18 juni 1769 i Runhälla, Nora socken, Uppsala län, död 10 augusti 1833 i samma socken, , var en svensk orgelbyggare. Han hade privilegium att bygga orglar i Västerås stift.

## Biografi
Nordqvist föddes 1769 och var son till kyrkovaktaren Lars Nordqvist och Kirstin Ersdotter i Runhällan. 
Omkring 1780 bosatte de sig på Klensbo torp. 1791 flyttade Nordqvist till blivande svärfadern, orgelbyggaren Niclas Söderström i Östaholm. Han började arbeta som lärling hos honom.
1807 flyttade Nordqvist till Brunflo och arbetade där som orgelbyggardirektör. 1809 flyttade han till Jakobsdal och började arbeta som orgelbyggare. Han övertog hans verkstad 1810. Anlitades för reparationer av orglar. Av alla hans orglar finns bara orgeln i Rengsjö kyrka med fasaden och en del orgelpipor bevarade.
Han avled av ålderdom 1833 på Torkelsbo i Nora socken.

## Familj
Nordqvist gifte sig 1798 med Anna Stina Söderström (född 1769). De fick tillsammans barnen Eric Gustaf (1799–1861), Anna Elisabet (1802–1874) och Lars Niklas (1808–1877).

## Orglar
| År        | Ursprunglig kyrka | Stift      | Bild | Manualer | Pedal              | Stämmor | Bevarad orgel/fasad | Övrigt |
| --------- | ----------------- | ---------- | ---- | -------- | ------------------ | ------- | ------------------- | --- |
| 1786      | Nora kyrka        | Uppsala    |      | 2        | Bihängd (troligen) | 18      | Nej/Nej             | Orgeln byggdes tillsammans med Niclas Söderström. 1932 byggdes en ny orgel av A Magnussons Orgelbyggeri, Göteborg. Delar av pipverket och fasaden finns bevarad.                                                              |
| 1800      | Stora Tuna kyrka  | Västerås   |      | 2        | Bihängd            | 24      | Nej/Nej             | Orgeln byggdes tillsammans med Niclas Söderström. En ny orgel byggdes 1875 av Per Larsson Åkerman, Stockholm. |
| 1807      | Brunflo kyrka     | Härnösands |      | 1        | Bihängd            | 11      | Nej/Ja              | 1885 ombyggdes och tillbyggdes orgeln av Carl Olof Christensson Lindgren, Häggenås och fick då 13 stämmor, två manualer och pedal. 1941 byggdes en ny orgel av H Lindegren, Göteborg.                                         |
| 1817–1818 | Rengsjö kyrka     | Uppsala    |      |          |                    | 13      | Nej/Ja              | En ny orgel byggdes 1945 av A Mårtenssons Orgelfabrik AB, Lund. Fem stämmor finns bevarade i det nuvarande orgelverket från 1991.                                                                                             |
| 1830      | Alfta kyrka       | Uppsala    |      |          |                    | 16 1⁄2  | Nej/Ja              | Byggde om en orgel 1830 tillsammans med sonen Lars Niclas Nordqvist, Alfta. Orgeln var byggd 1778–1783 av Lars Fredrik Hammardahl, Arbrå. En ny orgel byggdes 1898 av Anders Victor Lundahl, Stockholm. Fasaden är från 1830. |

### Övriga orgelverk
| År   | Ursprunglig kyrka     | Stift    | Bild | Manualer | Pedal | Stämmor | Bevarad orgel/fasad | Övrigt |
| ---- | --------------------- | -------- | ---- | -------- | ----- | ------- | ------------------- | --- |
| 1822 | Norrala kyrka         | Uppsala  |      |          |       |         | Nej/Ja              | Nordqvist sätter 1822 upp en orgel som köptes från Heliga Trefaldighets kyrka, Gävle. Orgeln var byggd 1671 av Claes Crantsenander, Viborg. Den ombyggdes 1686 av Hans Henrich Cahman och fick då 28 stämmor, två manualer och pedal. En ny orgel byggdes 1925 av Furtwängler & Hammer, Hannover, Tyskland. Fasaden som är bevarad är från 1822. |
| 1833 | Säters kyrka, Dalarna | Västerås |      |          |       |         |                     | Renovering. |

## Medarbetare
- 1807–1808 - Anders Björkman, född 1757. Var orgelbyggare hos Nordqvist.
- 1807–1808 - Jonas Ruth, född 1736 i Västerås, död 23 november 1808 i Brunflo socken.[18] Han var instrumentmakare hos Nordqvist.